# إد رييس
إد رييس (بالإنجليزية: Ed Reyes) هو سياسي أمريكي، ولد في 11 يناير 1959 في لوس أنجلوس في الولايات المتحدة. حزبياً، نشط في الحزب الديمقراطي.